# 坂本元明
坂本 元明（さかもと げんめい、1853年3月5日（嘉永6年1月26日）- 1919年（大正8年）7月6日）は、明治から大正初期の農業経営者、政治家、衆議院議員（1期）。

## 経歴
大隅国大島郡、現在の鹿児島県大島郡和泊町で生まれた。1877年（明治10年）鹿児島師範学校卒。小学校訓導、和泊村会議員、同糖業議員、戸長、郵便局長心得となる。
1908年（明治41年）の第10回衆議院議員総選挙において大島選挙区から立憲政友会公認で立候補して当選した。衆議院議員を1期務め、1912年（明治45年）の第11回総選挙には出馬しなかった。その後、農業に専念し、1919年に死去した。